# W49B
W49B (również SNR G043.3-00.2 lub 3C 398) – pozostałość po supernowej znajdująca się w konstelacji Orła, której odległość od Ziemi szacuje się na około 35 000 lat świetlnych. Średnica tej pozostałości rozciąga się na około 25 lat świetlnych. Środowisko naukowe zakłada, że jest to pozostałość po rozbłysku gamma, jeżeli okazało by się to prawdą byłby to pierwszy tego rodzaju odkryty obiekt.